# Avensan
Avensan é uma comuna francesa na região administrativa da Nova Aquitânia, no departamento da Gironda. Estende-se por uma área de 52,26 km². Em 2010 a comuna tinha 3 043 habitantes (densidade: 58,2 hab./km²).